# Skifferspett
Skifferspett (Mulleripicus pulverulentus) är en mycket stor asiatisk fågel i familjen hackspettar.

## Utseende
Skifferspetten är med en kroppslängd på 50 cm den största hackspetten i Gamla världen, med lång näbb, hals och stjärt. Fjäderdräkten är helt skiffergrå, hos hanen även en rosaröd mustaschfläck.

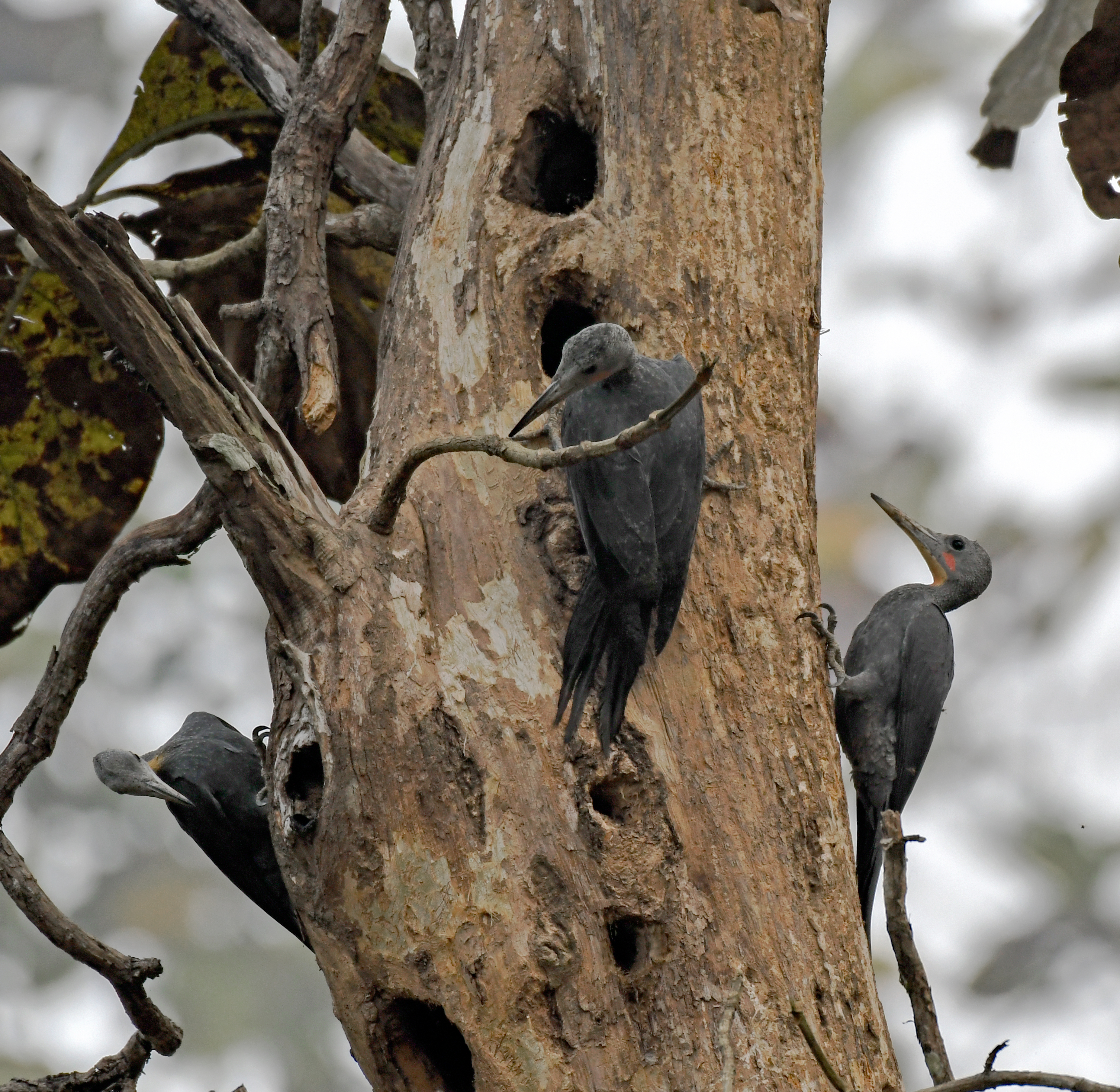

## Utbredning och systematik
Skifferspett delas in i två underarter med följande utbredning:
- Mulleripicus pulverulentus harterti – förekommer i norra Indien och Nepal till norra Myanmar, sydvästra Kina och Indokina
- Mulleripicus pulverulentus pulverulentus – förekommer från Malackahalvön till Borneo, Sumatra, Java, Balabac och Palawan

## Status och hot
Skifferspetten har ett stort utbredningsområde, men de senaste 20 åren har arten minskat relativt kraftigt till följd av skogsavverkning, så pass att den anses vara hotad. Internationella naturvårdsunionen IUCN placerar den i hotkategorin sårbar, men noterar att ny data kan göra att dess hotstatus höjs.